# 1288
1288 (MCCLXXXVIII) a fost un an obișnuit al calendarului gregorian.

## Evenimente
- 20 ianuarie: Castelul Newcastle Emlyn din Țara Galilor este recucerit de forțele engleze, fapt ce conduce la înăbușirea răscoalei conduse de Rhys ap Maredudd.

- 15 aprilie: Tratat de pace între Genova și Pisa.
- 17 aprilie: Conflict între populația rurală din insula Gotland și orășenii din Visby; tentativa celor dintâi de a ocupa orașul eșuează.

- 5 iunie: Bătălia de la Worringen. Ducele Ioan I de Brabant înfrânge pe Ducele de Geldern, dobândind astfel stăpânirea asupra Ducatului de Limburg; de asemenea, Ducii de Brabant controlează ruta comercială dintre Köln și Bremen. Un alt rezultat al confruntării îl constituie eliberarea orașului Köln de sub dominația arhiepiscopului de Köln

- 8 august: Papa Nicolae al IV-lea proclamă cruciada împotriva regelui Ladislau al IV-lea al Ungariei, din cauza sprijinirii de către acesta a cumanilor păgâni în disputa sa cu baronii maghiari.

- 3 noiembrie: Eliberarea lui Carol al II-lea de Anjou din închisoarea de la Barcelona.

- 15 decembrie: Orașele Modena și Reggio Emilia trec în posesia familiei d'Este.

### Nedatate
- Amiralul vietnamez Tran Hung Dao reușește să scufunde o flotă trimisă de Imperiul Yuan, lângă golful Halong; cu toate acestea, Vietnamul recunoaște suzeranitatea mongolă.
- Marco Polo este trimis în misiune în Champa și în Vietnam, de către Kublai-han.
- Prințul Subaru al Japoniei cucerește provinciile Gunma și Tochigi.

## Arte, Știință, Literatură și Filosofie
- Este construit cel mai vechi clopot funcționabil și în ziua de azi al Basilicii San Pietro din Roma.
- Filosoful englez Roger Bacon descoperă cauza căldurii în forța particulelor infinitezimale.
- Încep construcțiile la Palazzo publico din Siena.
- Milanezul Bonvensin della Riva scrie De Magnalibus Mediolani.
- Regele Denis I al Portugaliei fondează Universitatea din Lisabona.

## Nașteri
- 6 februarie: Orhan Gazi, sultan otoman (d. 1360)
- Carol Robert de Anjou, rege al Ungariei (d. 1342)
- Gersonides, filosof, matematician și astronom evreu (d. 1344)
- Ivan I, cneaz al Rusiei (d. 1340)

## Decese
- 5 iunie: Henric VI, 47 ani, conte de Luxemburg (n. 1240)
- 30 septembrie: Leszek al II-lea "cel Negru", 46 ani, duce de Łęczyca, Sieradz, Cracovia și Sandomierz (n. 1241)
- 17 decembrie: Ibn Nafis, 77 ani, anatomist arab, descoperitor al circulației sanguine pulmonare (n. 1210)
- Adam de la Halle, poet-muzician francez (n. 1245-1250?)

- Salimbene de Adamo, 66 ani, cronicar franciscan (n. 1221)
- Toros Roslin, 72 ani, miniaturist armean (n. 1216)

## Înscăunări
- 22 februarie: Nicolae al IV-lea, papă al Imperiului Roman (1288-1292)